# 劳格纳
劳格纳是德国巴伐利亚州的一个市镇。总面积27.60平方公里，总人口1547人，其中男性823人，女性724人（2011年12月31日），人口密度56人/平方公里。